# Aljaksandr Vjažėvič
Aljaksandr Viktaravič Vjažėvič (in bielorusso Аляксандр Віктаравіч Вяжэвіч?; 7 giugno 1970) è un ex calciatore bielorusso, di ruolo attaccante.